# Above & Beyond
Above & Beyond is een trancemuziekgroep, ontstaan in 2000 en bestaat uit de leden Jonathan "Jono" Grant, Tony McGuinness en Paavo Siljamäki. Daarnaast beheert de groep een platenlabel onder de naam Anjunabeats.
Het trio is binnen het genre bekend om hun producties met veel vocals en melodie. De platen van deze groep zijn terug te horen in sets van grote namen, waaronder Tiësto, Armin van Buuren, Ferry Corsten en Paul van Dyk. Above & Beyond treedt op over de hele wereld. In 2008 trad de groep op in Rio de Janeiro voor één miljoen mensen. Over dit optreden gaat de dvd 'From Goa to Rio', die bij de cd Anjunabeat 100 zit.

## Pseudoniemen
De samenstelling van Above & Beyond kent veel varianten en voor bijna elke variant wordt een nieuwe naam gekozen. Zo produceert men onder de naam OceanLab, wanneer de vocals van Justine Suissa worden gebruikt. Daarnaast zijn de aliassen Rollerball, Tongue Of God en Tranquility Base ook allemaal pseudoniemen voor Above & Beyond. Ook wanneer niet iedereen uit de groep mee produceert worden aparte namen gebruikt. Zo staat Freestate en Zed-X voor een samenwerking tussen Jono Grant en Paavo Siljamäki.

## Discografie

### Albums
Het eerste artiestenalbum voor Above & Beyond kwam pas in maart 2006 toen Tri-State tegelijk uit kwam met de single 'Alone Tonight'. Op het album staan samenwerkingen met Zoë Johnston, Richard Bedford en Andy Moor. Het eerste nummer, 'Air for Life', kwam al uit in juli 2005. In juli 2008 kwam het album 'Sirens of the Sea' uit, met daarop de samenwerking tussen Above & Beyond en zangeres Justine Suissa. De cd kwam dan ook uit onder de naam OceanLab. In 2011 is het album 'Group Therapy' van Above & Beyond uitgebracht. Aan het begin van 2015 is het album "We are all we need" uitgebracht. In 2018 werd het album 'Common Ground' uitgebracht. In 2019 volgde 'Flow State' een ambient album dat gericht is op yoga en meditatie. Het album 'Bigger Than All of Us' is op 18 juli 2025 uitgebracht.

### Singles
- 2003 "Far from in Love" (featuring Kate Cameron)
- 2004 "No One on Earth" (featuring Zoë Johnston)
- 2005 "Air for Life" (Above & Beyond vs. Andy Moor)
- 2006 "Alone Tonight" (featuring Richard Bedford)
- 2006 "Can't Sleep" (featuring Ashley Tomberlin)
- 2007 "Good For Me" (featuring Zoë Johnston)
- 2007 "Home" (featuring Hannah Thomas)
- 2009 "Anjunabeach"
- 2010 "Anphonic" (Above & Beyond vs. Kyau & Albert)
- 2011 "Sun & Moon" (featuring Richard Bedford)
- 2011 "Thing Called Love" (featuring Richard Bedford)
- 2011 "You Got To Go" (featuring Zoë Johnston)
- 2011 "Formula Rossa"
- 2011 "Every Little Beat" (featuring Richard Bedford)
- 2012 "Love Is Not Enough" (featuring Zoë Johnston)
- 2012 "On My Way To Heaven" (featuring Richard Bedford)
- 2012 "Alchemy" (featuring Zoë Johnston)
- 2013 "Walter White"
- 2014 "Mariana Trench"
- 2014 "Sticky Fingers feat. Alex Vargas"
- 2015 "Peace of Mind" (feat. Zoë Johnston)(Arty Remix)
- 2015 "Counting Down The Days" (featuring Gemma Hayes)
- 2016 "Flying To New York" (featuring Jason Ross)
- 2016 "A.I"
- 2016 "Another Chance" (featuring Oceanlab)
- 2016 "Sink The Lighthouse (feat. Alex Vargas, Maor Levi)
- 2017 "Balearic Balls"
- 2017 "1001"
- 2017 "Surge"
- 2017 "Allright Now" (featuring Justine Suissa)
- 2017 "Tightrope" (featuring Marty Longstaff)
- 2017 "My Own Hymn" (featuring Zoe Johnston)
- 2017 "Northern Soul" (featuring Richard Bedford)
- 2018 "Always" (featuring Zoe Johnston)
- 2018 "My Own Hymn" (Alpha 9 Remix)
- 2018 "Cold Feet" (featuring Justine Suissa)
- 2018 "Red Rocks"

### Remixes
- 2 Devine vs. Cara Dillon - "Black Is the Colour"
- Adam Nickey - "Never Gone"
- Adamski - "In the City"
- Aurora - "Ordinary World"
- Ayumi Hamasaki - "M"
- Billie Ray Martin - "Honey"
- Britney Spears - "Everytime"
- Catch - "Walk on Water"
- Chakra - "Home"
- Chakra - "I Am"
- Dario G - "Dream to Me"
- Delerium - "Silence"
- Delerium - "Underwater"
- Dido - "Sand in My Shoes"
- DJ Tomcraft - "Loneliness"
- DT8 - "Destination"
- Every Little Thing - "Face the Change"
- Exile - "Your Eyes Only"
- Ferry Corsten - "Holding On"
- Fragma - "Every Time You Need Me"
- Kaskade feat. Skylar Grey - "Room For Happiness"
- Madonna - "Nobody Knows Me"
- Madonna - "What It Feels Like for a Girl"
- Matt Hardwick vs. Smith & Pledger - "Day One"
- Motorcycle - "As the Rush Comes"
- Mystery - "The Mystery"
- Oceanlab - "Breaking Ties"
- Oceanlab - "Clear Blue Water"
- Oceanlab - "Satellite"
- Oceanlab - "Sirens of the Sea"
- Oceanlab - "Miracle"
- Oceanlab - "On A Good Day"
- Perpetuous Dreamer - "The Sound of Goodbye"
- Purple Mood - "One Night In Tokyo"
- Radiohead - "Reckoner"
- Rollerball - "Albinoni"
- Rusch & Murray - "Epic"
- Sebatu - "Prayer"
- Three Drives on a Vinyl - "Sunset on Ibiza"
- Tranquility Base - "Razorfish"
- Vivian Green - "Emotional Rollercoaster"